# Tân Thành, Đức Trọng
Tân Thành là một xã thuộc huyện Đức Trọng, tỉnh Lâm Đồng.

## Địa lý
Xã Tân Thành có diện tích 22,25 km², dân số năm 2022 là 6.894 người, mật độ dân số đạt 309 người/km².

## Lịch sử
Ngày 30 tháng 10 năm 2000, Chính phủ ban hành Nghị định số 62/2000/NĐ-CP về việc thành lập xã Tân Thành trên cơ sở 2.270 ha diện tích tự nhiên và 5.326 nhân khẩu của xã Tân Hội.